# Yorishiro

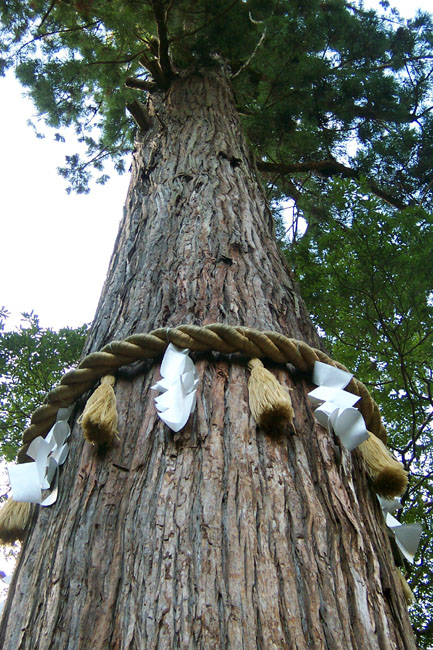
Un yorishiro classique : un arbre géant.

Un yorishiro (依り代・依代・憑り代・憑代), dans la terminologie shinto, est un objet capable d'attirer les esprits appelés kamis, leur donnant ainsi un espace physique à occuper durant les cérémonies religieuses. Les yorishiro sont employés au cours des cérémonies pour appeler les kamis à participer au culte. Le mot lui-même signifie littéralement « substitut d'approche ». Une fois qu'un yorishiro héberge véritablement un kami, il est appelé un shintai. Des cordes (shimenawa) décorées de banderoles de papier appelées shide entourent souvent les yorishiro pour rendre apparent leur caractère sacré. Les personnes peuvent jouer le même rôle qu'un yorishiro et, dans ce cas, sont appelées yorimashi (憑坐, littéralement « personne possédée ») ou kamigakari (神懸り・神憑, littéralement « possession de kami »).
Le concept et l'utilisation de yorishiro ne sont pas exclusifs au Japon, mais apparaissent spontanément dans les cultures animistes. Dans les religions monothéistes, les animaux et les objets ne sont que la création du créateur du monde, alors que pour les animistes, ils sont les résidences naturelles des esprits, les kamis dans le cas du Japon.

## Histoire
Les yorishiro et leur histoire sont intimement liés à la naissance des sanctuaires shinto.
Les premiers Japonais ne disposent pas de la notion de divinités anthropomorphes et sentent la présence des esprits dans la nature et ses phénomènes. Les montagnes, les forêts, la pluie, le vent, la foudre et parfois les animaux sont censés être chargés d'un pouvoir spirituel et les manifestations matérielles de ce pouvoir sont adorées comme kamis, entités plus proches dans leur essence des mana polynésiens que d'un dieu occidental. Les conseils de village cherchent les conseils des kamis et développent les yorishiro, outils qui attirent les kamis et les font agir comme paratonnerres. Les yorishiro sont conçus pour attirer les kamis et leur donner ensuite un espace physique à occuper pour les rendre accessibles aux êtres humains pour les cérémonies. Tel est l'objet pour lequel ils sont encore utilisés. Les séances du conseil de village ont lieu dans un endroit tranquille dans les montagnes ou dans une forêt près d'un grand arbre, rocher ou autre objet naturel, qui servent de yorishiro. Ces lieux sacrés et leur yorishiro évoluent progressivement pour devenir les sanctuaires d'aujourd'hui. Les tout premiers bâtiments dans les sanctuaires sont certainement juste des huttes construites pour abriter certains yorishiro.
On trouve une trace de cette origine dans le terme hokura (神庫), signifiant littéralement « entrepôt de divinité » qui deviennent des hokora (également écrit avec le caractère 神庫), un des premiers mots pour désigner les sanctuaires. La plupart des objets sacrés nous trouvons aujourd'hui dans les sanctuaires (arbres, miroirs, épées, pierres magatama) sont à l'origine des yorishiro et ne deviennent que plus tard kamis eux-mêmes par association.

## Yorishirocommuns

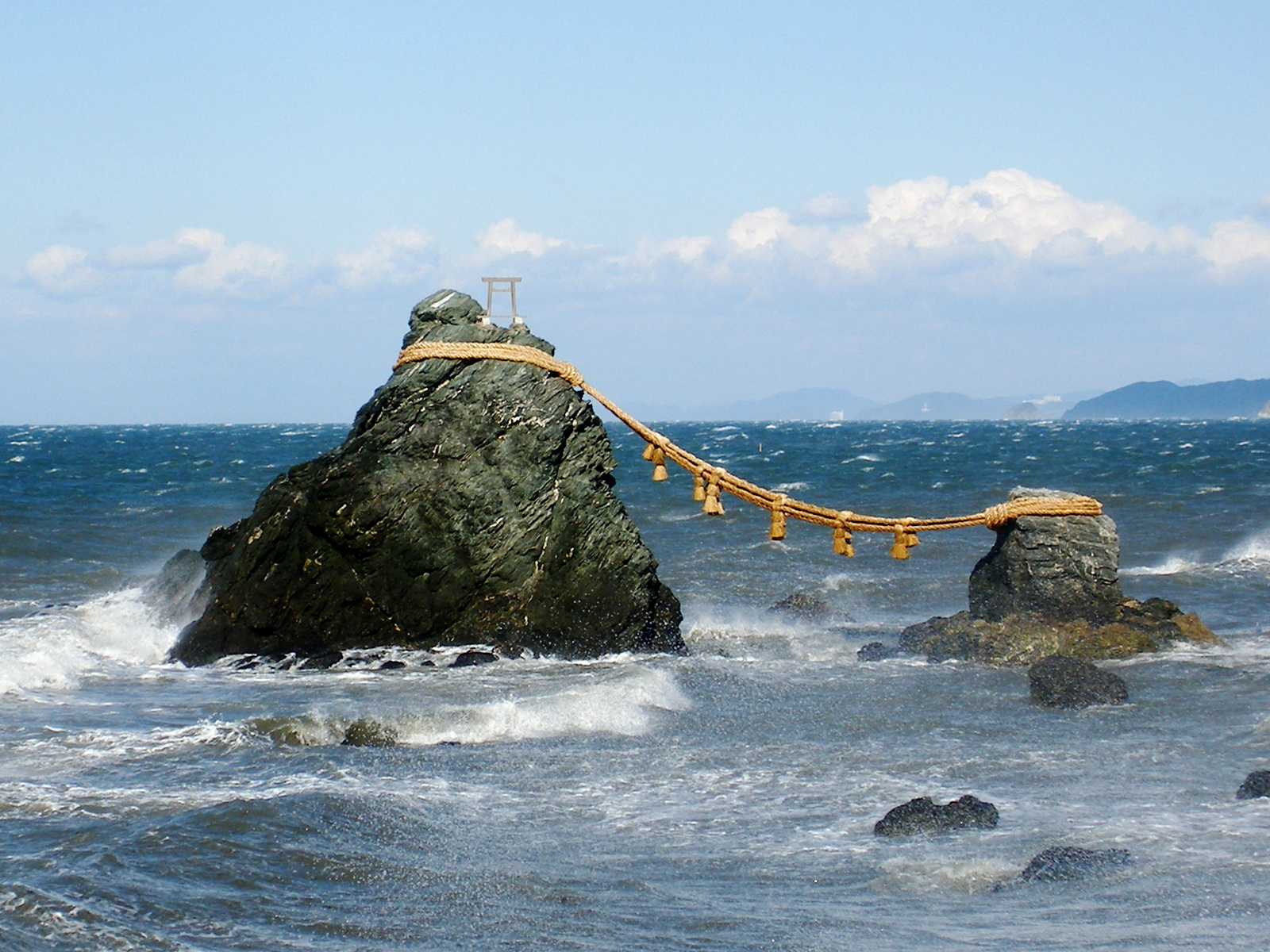
Deux iwakura : les Meoto Iwa, les Rochers mariés.

Les yorishiro les plus courants sont des épées, des miroirs, des objets rituels ornés de banderoles de papier appelées gohei, des bijoux en forme de virgule appelés magatama (勾玉 ou 曲玉), de gros rochers (iwasaka (岩境) ou iwakura (磐座) et des arbres sacrés,. Les kamis habitent souvent dans des roches ou des arbres de forme inhabituelle ou dans des grottes et des monticules de terre. Les yorishiro peuvent également être des personnes et, dans ce cas, ils sont appelésyorimashi (憑坐).

### Arbres
En raison de la nature du shinto, les yorishiro sont souvent des objets naturels comme les arbres. De manière significative, les caractères pour désigner les sanctuaires shinto (神社, 社 et 杜縄) peuvent tous être lus, en plus de jinja et yashiro, aussi mori (« bosquet d'arbres »). Cette lecture reflète le fait que les premiers sanctuaires étaient simplement des bosquets sacrés ou forêts où les kamis étaient présents. De nombreux sanctuaires ont encore sur leurs terres un des grands yorishiro originaux, grand arbre entouré par une corde sacrée appelée shimenawa (標縄・注連縄・七五三縄). Maintenant, ces arbres sont devenus divins par association et ne représentent plus simplement un kami.
Les autels shintoïstes appelés himorogi sont généralement des zones carrées délimitées avec juste des bambous verts ou sakaki dans les coins soutenant des cordes frontières sacrées (shimenawa). Une branche de sakaki au centre est érigée en yorishiro.

### Iwakura

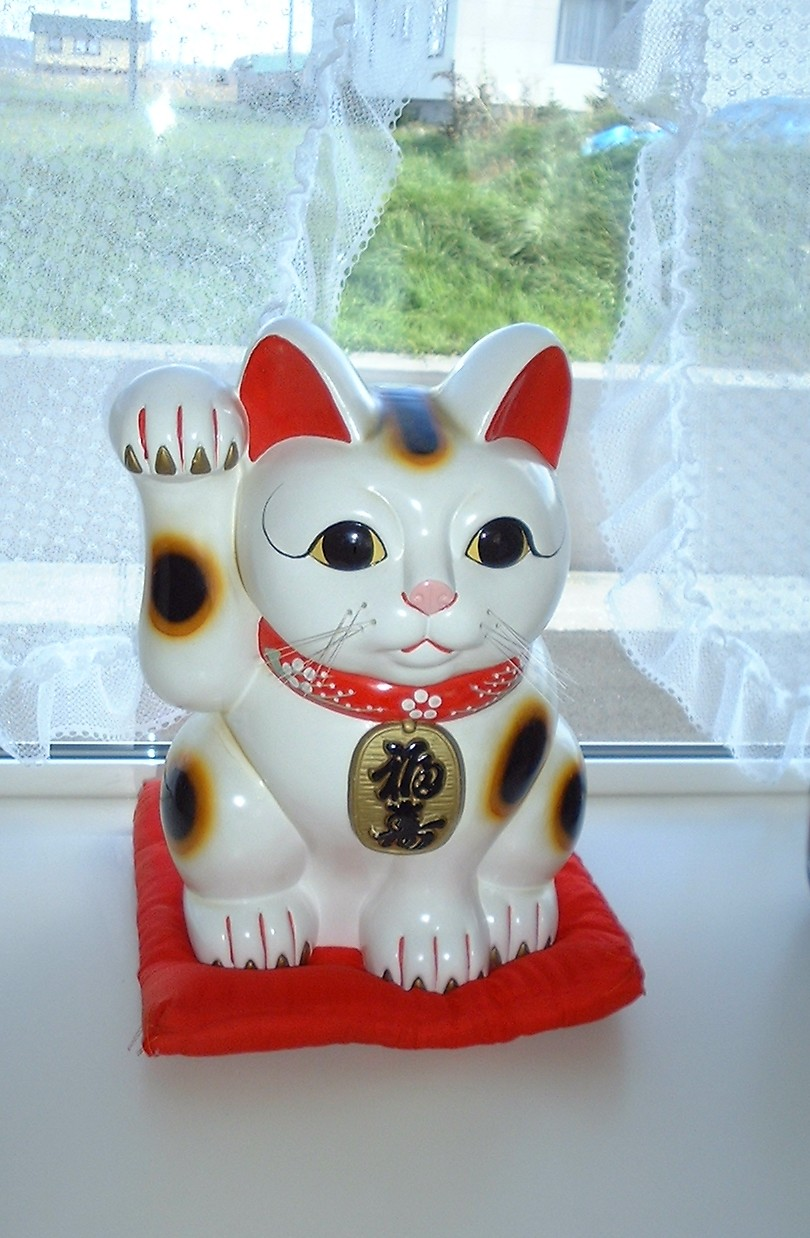
Un manekineko est supposé attirer la bienveillance des kamis.

Les cultes des roches sont également fréquents. Un iwakura est simplement une formation rocheuse où un kami est invité à descendre et, de ce fait, une terre sainte. Avec le temps, grâce à un processus d'association, l'iwakura lui-même peut venir à être considéré comme divin. Les recherches archéologiques au Japon confirment l'ancienneté de ces cultes. Dans les sanctuaires, même des pierres aujourd'hui considérées comme liées au sanctuaire des kamis sont utilisées pour faire des offrandes de nourriture aux kamis.

### Iwasaka
Un iwasaka est un autel de pierre ou monticule érigé comme yorishiro pour appeler un kami à participer au culte. Les concepts d'iwasaka  et iwakura sont si proches que certains suggèrent que les deux mots sont en fait synonymes.

### Yorishirodans les foyers
Les yorishiro sont cependant les plus nombreux dans les maisons des particuliers. Pendant les vacances du Nouvel An, les Japonais décorent leur entrée avec des kadomatsu qui sont les yorishiro des kamis de la nouvelle année. Des kamifuda, morceaux de papier représentant le kami, sont suspendus au-dessus de la porte. Il y a des kamis qui habitent dans les toilettes (benjō-gami) 
et dans le puits (suijin). Le kamado-gami vit dans le four et sa fonction est de protéger la maison contre les incendies. D'autres yorishiro communs sont le petit autel appelé kamidana et le butsudan, qui est un autel pour les morts. Les butsudan sont à l'origine destinés seulement pour le culte bouddhiste mais contiennent maintenant souvent également des plaques commémoratives appelées ihai qui sont des yorishiro utilisés pour rappeler les esprits des ancêtres. Dans les magasins, on voit souvent des chats en céramique ou en porcelaine, la patte levée, appelés manekineko ou des objets en bambou en forme de râteau appelés kumade, censés attirer de bonnes affaires.